# Municipio de Dakota (Illinois)
El municipio de Dakota (en inglés: Dakota Township) es un municipio ubicado en el condado de Stephenson en el estado estadounidense de Illinois. En el año 2010 tenía una población de 815 habitantes y una densidad poblacional de 17,48 personas por km².

## Geografía
El municipio de Dakota se encuentra ubicado en las coordenadas 42°25′4″N 89°32′43″O / 42.41778, -89.54528. Según la Oficina del Censo de los Estados Unidos, el municipio tiene una superficie total de 46.64 km², de la cual 46,64 km² corresponden a tierra firme y (0 %) 0 km² es agua.

## Demografía
Según el censo de 2010, había 815 personas residiendo en el municipio de Dakota. La densidad de población era de 17,48 hab./km². De los 815 habitantes, el municipio de Dakota estaba compuesto por el 96,93 % blancos, el 0,25 % eran afroamericanos, el 0,12 % eran amerindios, el 0,61 % eran de otras razas y el 2,09 % eran de una mezcla de razas. Del total de la población el 1,47 % eran hispanos o latinos de cualquier raza.